# Jashinea praestabilis
Jashinea praestabilis är en tvåvingeart som först beskrevs av Grunberg 1913.  Jashinea praestabilis ingår i släktet Jashinea och familjen bromsar. Inga underarter finns listade i Catalogue of Life.